# Tóth Károly (művészettörténész)
Tóth Károly (Hódmezővásárhely, 1984. május 22. –) művészettörténész.

## Pályája
Középiskolai tanulmányait a hódmezővásárhelyi Bethlen Gábor Református Gimnáziumban végezte 1998 és 2002 között. Ezután az Eötvös Loránd Tudományegyetem bölcsészettudományi karának művészettörténet-történelem szakára, az Eötvös József Collegium művészettörténet-történelem szakára, a római Universita La Sapienza művészettörténet szakára járt, majd az Eötvös Loránd Tudományegyetem művészettörténet-tudományi doktori iskolájába járt.
Kutatási területi a 20. századi magyar művészet, a művészettörténet tudománytörténete, az európai tájkép-festészet, a művészképzés története, illetve Hódmezővásárhely művészete.

## Díjak
- Németh László-díj (2002, Hódmezővásárhely, Bethlen Gábor Református Gimnázium)
- Keresztury Dezső-emlékérem (2005, Keresztury Dezső Emlékbizottság)
- Fülep Lajos-díj (2007, ELTE BTK Művészettörténeti Intézet - MissionArt Galéria)